# Birago-Kaserne

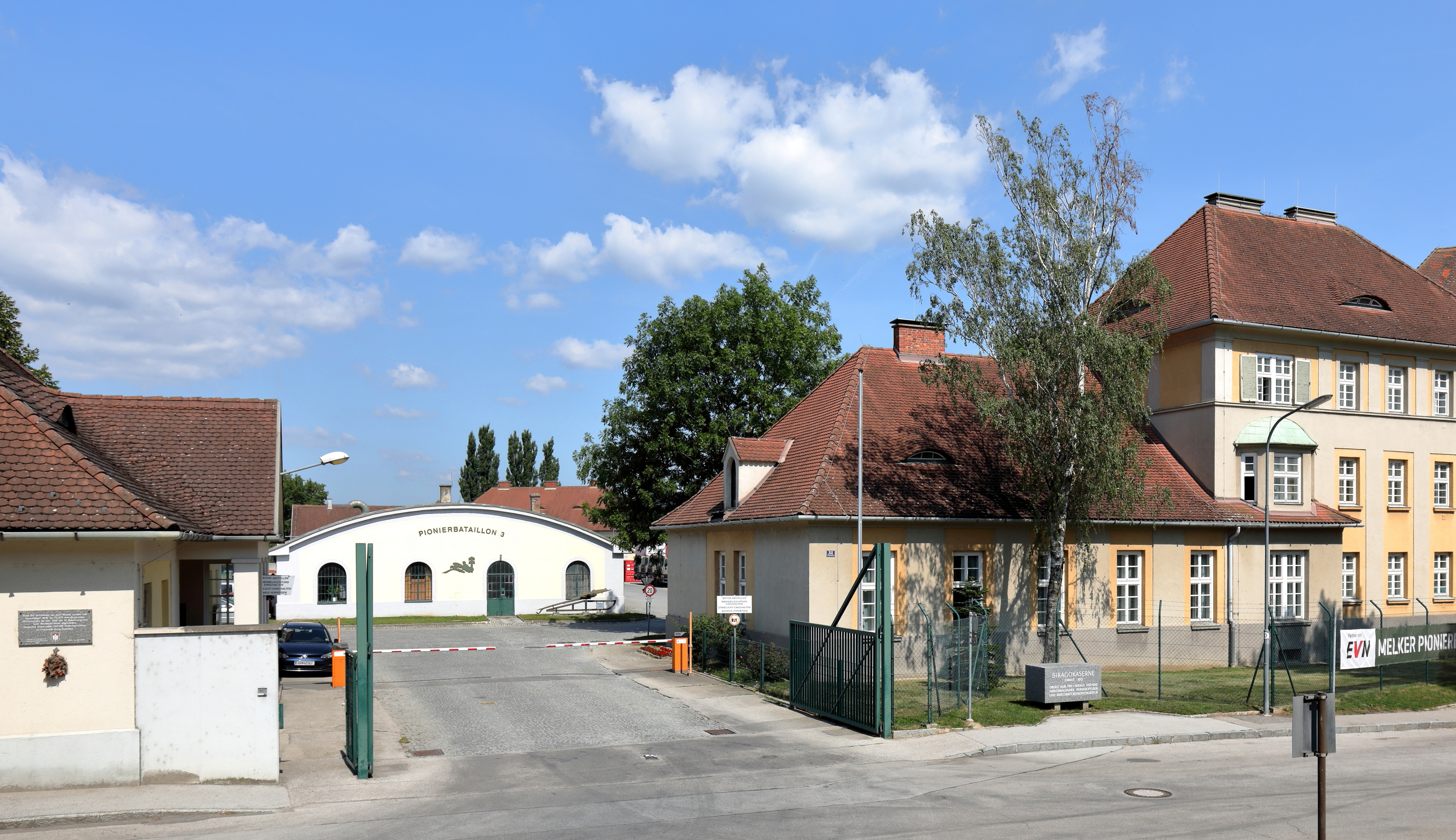
Einfahrt, Prinzlstraße

Die Birago-Kaserne ist eine Kaserne des österreichischen Bundesheeres in Melk in Niederösterreich. Die Kaserne ist nach dem Militärtechniker Karl von Birago benannt und beherbergt das Pionierbataillon 3 des Österreichischen Bundesheeres. Teile der Kaserne stehen unter Denkmalschutz.

## Geschichte
Erste Pläne für die Kaserne gab es bereits 1909. Die Kaserne wurde in den letzten Jahren vor dem Ersten Weltkrieg 1912 und 1913 nach den Plänen der Architekten Siegfried Theiss und Hans Jaksch errichtet. Sowohl die Bereitstellung des Grundes als auch der Bau selbst erfolgten durch die Stadt Melk, in deren Eigentum die Kaserne auch bis 1962 blieb.
Während des Zweiten Weltkrieges befand sich das drittgrößte KZ-Außenlager des KZ Mauthausens, das KZ Melk, auf dem Gelände. Zwischen April 1944 und April 1945 kamen in dem Lager, das für die Errichtung einer Stollenanlage in Roggendorf und die unterirdische Produktion der Steyr-Daimler-Puch-Werke errichtet wurde, etwa 4800 Menschen ums Leben. Eine Gedenkstätte außerhalb der Kaserne erinnert daran und wird mit einem Gedenk- und Vermittlungsprogramm vom Verein MERKwürdig – Zeithistorisches Zentrum Melk in Kooperation mit dem Pionierbataillon 3 betreut.
Am 12. Oktober 1956 zogen die Pioniere des Bundesheeres der Zweiten Republik in der Kaserne ein.
Im Jahre 1962 wurde die Kaserne um 11 Millionen Schilling an die Republik Österreich verkauft. Gleichzeitig wurde Melk auch Garnisonsstadt.
Im Zuge der Heeresreform war auch die Melker Kaserne von der Schließung bedroht, da keine Ausweitungsmöglichkeiten vorhanden waren. Dies konnte aber abgewendet werden, da das Stift Melk ein Grundstück mit 7,5 ha zwischen Kaserne und West Autobahn an das Bundesheer verkaufte. Damit wurde der Bau von zusätzlichen Hallen und anderen notwendigen Bauten möglich. Auch die Aufstockung des Kaders wurde damals angekündigt. Dieser sollte auf den dreifachen Wert, auf 530 Berufssoldaten erhöht werden.
Im Jahr 2008 wurde Melk zu einem Zentrum für internationale Pioniereinsätze des Bundesheeres ausgebaut. So erfolgten von hier aus die Einsätze der EUFOR im Tschad.

## Architektur

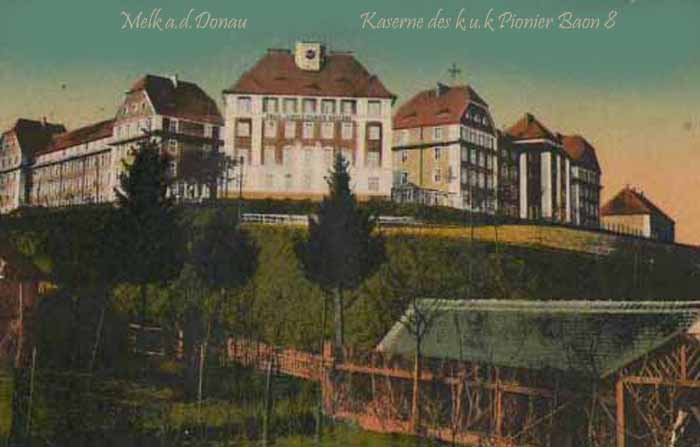
Die k.k. Kaserne auf einer alten Postkarte

Der von den Architekten Theiss und Jaksch geplante Gebäudekomplex ist V-förmig im Pavillonsystem angelegt und wurde als städtebaulicher Kontrapunkt zum Stift Melk dominant erhöht auf dem Kronbichl errichtet. Im Mittelpunkt steht das Offizierswohngebäude unter einem Walmdach, darauf ein Dachreiter mit Uhrturm und Plattform. Seitlich davon stehen die beiden lang gestreckten, das V bildenden Kasernenbauten mit vorragenden leicht überhöhten Querriegelrisaliten unter Schopfwalmdächern. Mit weiteren Nebengebäuden wird ein weitläufiger Kasernenhof umschlossen.